# 生駒はるな
生駒 はるな（いこま はるな、1990年9月8日 - ）は、日本の元AV女優。バンビプロモーションに所属していた。東京都出身。アダルトアイドルグループ「BRW108」の付属ユニット「PINKEY」のメンバー。

## 略歴・人物
2013年にデビューしたロリ系のAV女優。東京生まれの大分育ち。趣味・特技は、ゲーム・バレーボール。
空手道修業歴7年（黒帯。段位は不明）。
2015年6月18日、アイドルグループ「BRW108」の付属ユニット「PINKEY」が一新され「新生PINKEY」メンバーとして加入。
2017年9月23日、フェチ博覧会&即売会「フェチフェス11」にトイズハートブースに初参加。
2018年7月31日をもってAV女優を引退し、大分に帰郷した。

## 作品

### アダルトDVD
2013年
- 素人羞恥 野球拳10番勝負（9月10日、ベリーベリー）他出演:元山はるか、小嶋優香、小森かのん、里田千佳、麻生りおん、如月翔子、いとう凛、雪城まどか ほか
- 腰使いがエロすぎる! インターハイ目指してたけど乳首が勃起しすぎて水着を着れなくなった体育会系美少女AVデビュー（9月15日、ピーターズ）※「立花千郷」名義
- 丸見せ 子宮口（9月17日、ラマニア）他出演:佐藤みいな、小嶋優香、里田千佳、小森かのん、霜月るな、元山はるか、雪城まどか、三浦あい花、如月翔子、麻生りおん、川瀬ことみ、鳴海すず、羽生ちえり
- 文化系部活少女 漫画研究部 はるな（9月25日、ラマ）
- 鉄蹴Ｍ男破壊　〜美人空手家VS変態カメラマン〜（9月30日、Vamp Freyja）
- 「カップル限定」マジックミラー号の中で、自慢の彼女を「寝とって」真正中出し! 8（10月10日、SODクリエイト）※「チサト」名義　他出演:マナミ、マキ、ヒトミ、シオリ、リナ
- 浜辺の美少女を、本気でヤッちゃいました。 2013 vol.3 神奈川県湘南ビーチで顔射ナンパ編（10月22日、プレステージ）他出演:臼井あいみ、日向小夏、蒼乃かな、篠原紗穂、川島さや、夏川遥 ほか
- ナマ好き娘2人組と真正中出しSEX（10月26日、モブスターズ）共演:綾見ひかる
- 働くオンナ猟り vol.05 【仕事帰りのデパガをとことんハメ廻せ!!】 新宿 デパガ&OL編（11月1日、プレステージ）他出演:秋月夕奈、鳴美れい、松岡セイラ ほか
- 俺を小バカにしている姉に巷でウワサの催眠スプレーで『変態女になりさがーる』と冗談半分で催眠術をかけたら本当にかかってしまい解き方が分からないまま俺のムスコを弄ばれた。（11月8日、NON）他出演:高城麗奈、浜崎真緒、桃華マリエ、さくら悠、羽月希
- 制服中出し強姦。（11月22日、MAD）他出演:愛代さやか、彩城ゆりな
- 全身バキュームフェラチオ 私のエッチなしゃぶり方（11月22日、TOY★ GIRL）他出演:さくら悠、椿かなり、友田彩也香、鈴村みゆう
- *ちら見せオナサポ喫茶姉妹店* 天使のちら見せオナサポクリニック（11月25日、アロマ企画）共演:松井加奈、友田彩也香、市川とわ、こなみ葵、大橋るり
- 肉壷堕ち 漫画研究部 はるな（11月25日、ラマ）
- 美少女マンション監禁飼育（12月6日、アクティブクリエイト）
- 魅惑の淫語痴女クリニック vol.01（12月13日、AVS Collector's）他出演:松下美雪、雪城まどか、綾見ひかる

2014年
- 肉食系女子の性癖ドキュメント 落胆と高揚の表情（1月13日、アロマ企画）
- イッてもイッてもしゃぶり続けるフェラチオ（1月13日、AVS Collector’S）他出演:雪城まどか、松下美雪、杉崎るみ、綾見ひかる
- 美脚立ちディルドオナニー（1月19日、ゑびすさん）他出演:白鳥ゆな、元山はるか、宮瀬リコ、渡里麻穂、窪塚みいな ほか
- 白衣の天使と性交（2月7日、ドリームチケット）
- デカ尻女子校生の腰ふり騎乗位（3月1日、TOY★GIRL）他出演:上原志織、星川麻紀、さくら悠、摘津蜜、有馬ゆり
- 5D&自然光で撮影した真昼間の生ナカダシ性交（4月11日、ドリームチケット）他出演:高梨あゆみ、天野みほ、和久井ナナ
- 家庭内相姦（4月17日、グローリークエスト）共演:結城みさ 他出演:波多野結衣、南せりな、椿のぞみ

#### 2017年
- スターダスト！メルピュア！ ～星屑になった美少女戦士たち～（4月14日、GIGA）

### 写真集
- 原寸大おっぱい図鑑 Ecstasy（2017年11月17日、一迅社　撮影：須崎祐次）Bカップ担当[9]

## 出演

### テレビ
- W女優おんせん #4（2015年5月、エンタメ〜テレ）共演:立花はるみ

### ネット動画
- 生駒はるな 空手レッスン編 （発売年月日：不明、製作・販売：『制服コスプレ画像☆LOVEPOP☆』）
- トイズハートプレゼンツBUBKA「きのう誰食べた」（2015年6月3日、ニコニコ生放送、USTREAM）※ゲスト出演[10]